# سنترینو
سنترینو (به انگلیسی: Centrino) نام یکی از انواع پردازنده‌های مخصوص دستگاه‌های قابل حمل (به انگلیسی: mobile) می‌باشد که توسط شرکت اینتل ساخته شده‌است. از خصوصیات این سی‌پی‌یو می‌توان به عمر بیشتر باتری و استهلاک کمتر بخاطر ایجاد گرمای کمتر اشاره نمود.